# Simulium daltanhani
Simulium daltanhani är en tvåvingeart som beskrevs av Neusa Hamada och Adler 1998. Simulium daltanhani ingår i släktet Simulium och familjen knott. Inga underarter finns listade i Catalogue of Life.